# Stefano Rapone
Stefano Rapone (Roma, 31 ottobre 1986) è un comico, autore televisivo e personaggio televisivo italiano.

## Biografia

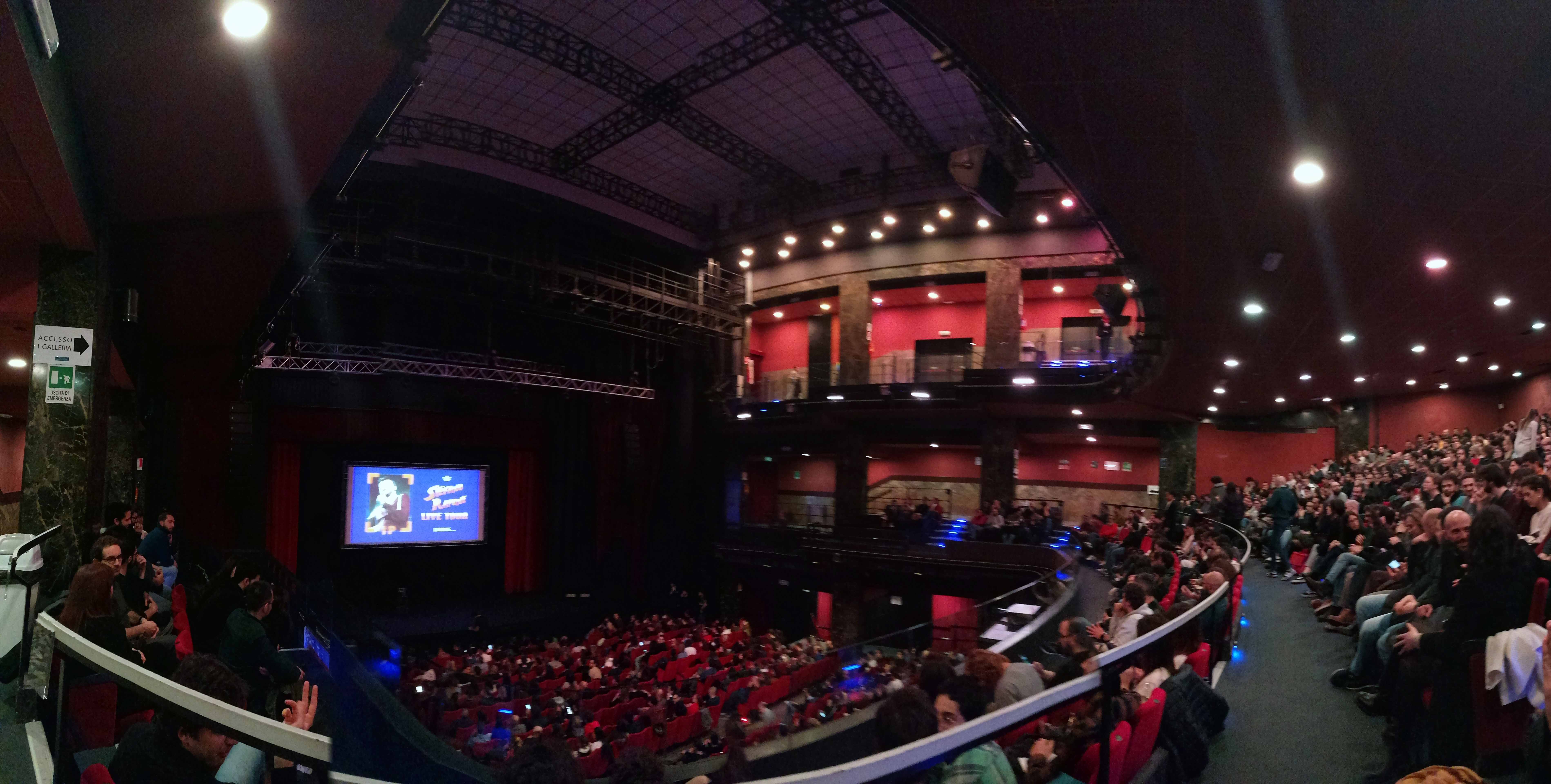
Spettacolo di Stefano Rapone al teatro Brancaccio di Roma (2023)

Laureato in Lingua e traduzione giapponese, nella facoltà di Studi Orientali della Sapienza, alla fine degli studi universitari si trasferisce in Giappone dove, nel 2012, inizia ad esibirsi come stand-up comedian in lingua inglese (esperienza che ha poi ripetuto in diverse città europee, come Londra, Dublino, Edimburgo, Madrid, Barcellona e Amsterdam). Nel 2014 partecipa al primo open mic svoltosi in Italia e, nel 2015, viene selezionato per entrare nel cast della prima edizione di Natural Born Comedians, il programma sulla stand-up comedy in onda sul canale Comedy Central Italia di Sky.
Negli anni successivi, sempre per Comedy Central Italia, partecipa come comico alla seconda stagione di Natural Born Comedians, come panelist nello show CCN - Comedy Central News di Saverio Raimondo, e a diverse edizioni del programma Stand Up Comedy. Nel 2017 è diventato autore per il Trio Medusa nei programmi Wipeout - Pronti a tutto! e Takeshi's Castle. Nel 2018 partecipa come comico e come autore al programma Mai dire Talk della Gialappa's Band, in onda su Italia 1.
L'anno successivo entra a far parte del cast del programma comico Battute? e, dal 2020 al 2022, del programma Una pezza di Lundini, entrambi in onda su Rai 2. Nel 2020 ha partecipato anche al programma CCN - Comedy Central News - Il Salotto con Michela Giraud, su Comedy Central. Nel 2021 partecipa a due puntate del programma Quelli che il lunedì, prima di intraprendere un ruolo fisso come spalla di Fiorella Mannoia nel nuovo programma di Rai 3, La versione di Fiorella. In più, insieme a molti altri stand-up comedian, prende parte al panel show comico Data Comedy Show presentato da Francesco De Carlo.
Ha lavorato anche nel mondo del fumetto, all'inizio scrivendo e disegnando alcune strip comiche sul sito Codibugnolo's, e in seguito pubblicando due graphic novel dal titolo Marco Travaglio Zombi (2014) e Natale a Gotham (2017). All'attivo ha inoltre due spettacoli di stand-up comedy, il primo intitolato Spettacolo annullato, il secondo Stefano Rapone Live Tour.
Tra novembre e dicembre 2022 partecipa, insieme ad altri due stand-up comedian, Salvo Di Paola e Yoko Yamada, al tour teatrale di Alessandro Cattelan dal titolo Salutava Sempre - La spettacolare fine di Alessandro Cattelan.
Assieme a Daniele Tinti conduce Tintoria, un podcast registrato dal vivo che fa parte del circuito OnePodcast, media factory del Gruppo GEDI, co-prodotto da The Comedy Club, e distribuito su varie piattaforme social. Nel 2022 è stato anche autore del podcast Un etto di fumetto con il Trio Medusa, sempre per OnePodcast.
Nel 2022-2023 lavora come autore nel programma La conferenza stampa, format in dieci puntate ideato da Giovanni Benincasa, in onda in esclusiva su RaiPlay.. 
Dal 2023 al 2025 partecipa al programma GialappaShow della Gialappa's Band su TV8, nei panni satirici di un politico di destra Galeazzo Italo Mussolini, dell'inviato Frank Scafandro, dell'influencer del Vaticano Padre Norton e del giornalista Arborio Corbellini.
Il 22 ottobre 2024 sigla il suo esordio letterario con il libro Racconti scritti da donne nude, una raccolta di storie brevi, edito da Rizzoli Lizard. L'opera, su proposta di Beppe Cottafavi, è stata successivamente candidata al Premio Strega 2025.
Il 17 aprile 2025 esce al cinema il film documentario La scuola romana delle risate, regia di Marco Spagnoli, in cui Rapone fa parte del cast insieme a tanti altri comici romani, raccontando l'ironia e la creatività della tradizione satirica romana.
Nell'estate 2025 è tra i comici della trasmissione In&Out - Niente di serio, in onda su TV8 e Sky Uno. Partecipa inoltre al doppiaggio della serie animata Il Baracchino, prima serie animata italiana di Amazon Prime Video.

## Programmi televisivi
- Natural Born Comedians (Comedy Central, 2015-2016)
- Sorci verdi (Rai 2, 2015)
- CCN - Comedy Central News (Comedy Central, 2017-2018)
- Stand Up Comedy (Comedy Central, 2017-2020)
- Mai dire Talk (Italia 1, 2018-2019)
- Takeshi's Castle (Comedy Central, 2019, autore)
- Battute? (Rai 2, 2019)
- CCN - Il Salotto con Michela Giraud (Comedy Central, 2020)
- Una pezza di Lundini (Rai 2, 2020-2022)
- Quelli che il lunedì (Rai 2, 2021)
- Data Comedy Show (Rai 2, 2021)
- La versione di Fiorella (Rai 3, 2021-2022)
- La conferenza stampa (RaiPlay, dal 2022, autore)
- GialappaShow (TV8, dal 2023)
- In&Out - Niente di serio (TV8, 2025)

## Web
- Tintoria Podcast – co-conduzione con Daniele Tinti (YouTube e Spotify, dal 2018)

## Filmografia
- Biagio - Una storia vera, regia di Matteo Tiberia – cortometraggio, se stesso (2019)
- Sono Lillo, regia di Eros Puglielli – serie TV, ep. 1x05, se stesso (2023)
- Domino 23 - Gli ultimi non saranno i primi, regia de Il Terzo Segreto di Satira (2023)
- Il migliore dei mondi, regia di Danilo Carlani, Alessio Dogana e Maccio Capatonda (2023)
- Flaminia, regia di Michela Giraud (2024)
- La scuola romana delle risate, regia di Marco Spagnoli (2025)
- Il Baracchino – serie animata, voce (2025)
- Pesci piccoli - Un'agenzia. Molte idee. Poco budget – serie TV, ep. 2x02, se stesso (2025)

## Teatrografia
- Spettacolo annullato (2021)
- Salutava sempre - La spettacolare fine di Alessandro Cattelan (2022)
- Stefano Rapone Live Tour (2022–2023)

## Pubblicazioni
- Marco Travaglio Zombi, Crossover Gangbang, 2014.[19]
- Natale a Gotham, Crossover Gangbang, 2017.[20]
- A.A.V.V., Stand-up Comedy. La prima antologia italiana, a cura di Giulio D'Antona, collana Einaudi Stile Libero Extra, Einaudi, 2019, ISBN 978-88-0624-093-6.
- Barbascura X (a cura di), Il sesso dei dinosauri, in Il satiro scientifico. Riprodursi male, collana Gaia, Mondadori, 2023, ISBN 978-88-0477-359-7.
- Racconti scritti da donne nude, edito da Rizzoli Lizard, 2024. ISBN 9788817180153[21]